# Camarón de Tejeda
Pour les articles homonymes, voir Camaron.
Camarón de Tejeda est un village du Mexique dans l'État de Veracruz à environ 55 km  à l'ouest du port de Veracruz. Il est peuplé de 2 019 habitants (2000), 5 560 avec la municipalité rurale (32 hab./km2) homonyme qui l'entoure et dont la ville est le siège. Son nom vient du grand nombre de crevettes (en espagnol : camarón) que l'on trouve dans une petite rivière proche.
Le village est surtout connu pour l'épisode de la bataille de Camerone, qui a vu la résistance et l'anéantissement d'une compagnie de la Légion étrangère, assiégée dans une hacienda de ce qui n'était alors qu'un petit village, par plus de deux mille soldats mexicains le 30 avril 1863, lors de l'expédition française du Mexique. Un monument rappelle ce combat.

## Hacienda de Camaron

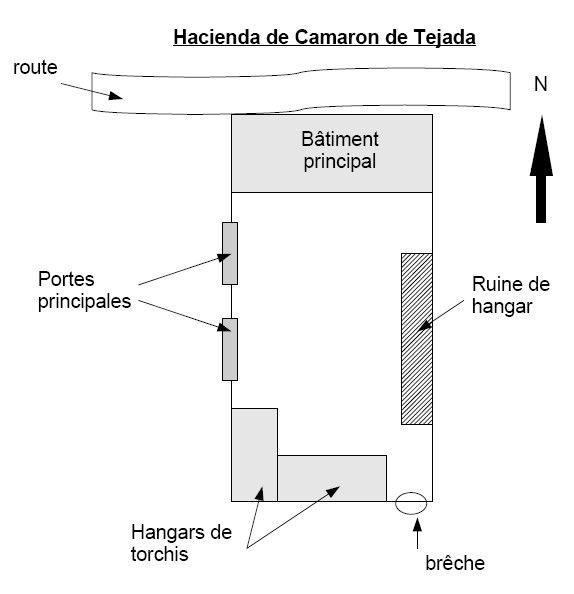
Plan de l'hacienda

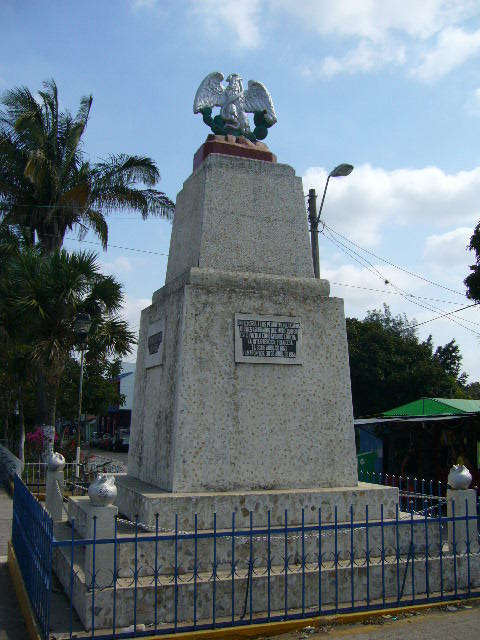
Obélisque de Camaron rappelant le combat

L'hacienda de Camarón existe toujours en partie. Elle est située sur la droite de la route en venant de Mexico. Elle se compose d'une cour carrée de cinquante mètres environ de côté fermée par un mur assez épais de trois mètres de haut. Deux larges portes s'ouvrent sur l'ouest.
La construction qui borde la route forme un corps d'habitation qui se divise en plusieurs chambres et qui va de l'est vers l'ouest, en regardant le nord. Elle dispose d'un étage. Au sud de la cour, se trouvent deux hangars. Le premier était presque intact et fermé par des planches et le second, situé à l'angle sud-ouest du corral, n'avait plus que quelques pièces de bois, appuyées sur un mur en briques et soutenant un toit de chaume. En face, dans l'angle sud-est, étaient les restes d'un autre hangar, c'est-à-dire le mur en briques sur lequel autrefois s'appuyait la charpente.
À l'endroit où se trouve ce dernier hangar, au sud de l'hacienda se trouve une petite brèche permettant de laisser passer un homme. Au nord du corps de bâtiments, de l'autre côté de la route, se trouvent deux maisons inhabitables et, çà et là, une dizaine de ruines de cases indiennes.